# Теория лингвокультурных типажей
направление лингвокультурологии, изучающее лингвокультурные типажи, т. е. концепты типизируемых личностей, существующие в коллективном языковом сознании различных этносов и социальных групп как лингвокультурных общностей.

## История развития теории лингвокультурных типажей
Теория лингвокультурных типажей возникла в начале двадцать первого столетия. Автором теории лингвокультурных типажей является российский лингвист В. И. Карасик, по словам которого, "теория лингвокультурных типажей представляет собой развитие теории языковой личности в рамках лингвокультурологии и синтезирует в себе достижения лингвистики, литературоведения, социологии, психологии и культурологии" .

## Классификация лингвокультурных типажей
Со времени возникновения теории лингвокультурных типажей было выделено значительное количество категорий лингвокультурных типажей.
Парные категории:
- этнические и социальные лингвокультурные типажи [2]
- фиксированные и дисперсные лингвокультурные типажи [3]
- глобальные и региональные лингвокультурные типажи [4]

Непарные категории:
- криминальные лингвокультурные типажи [5]
- фикциональные (фантастические) лингвокультурные типажи [6]
- узкоориентированные лингвокультурные типажи [7]
- коммуникативные лингвокультурные типажи [8]

## Методология описания лингвокультурных типажей
В качестве методологической основы для описания лингвокультурных типажей современными исследователями используется алгоритм моделирования лингвокультурного типажа, разработанный О. А. Дмитриевой   на основе схемы концептуального анализа, предложенной В. И. Карасиком, предполагающей рассмотрение понятийной, образной и оценочной сторон лингвокультурного типажа как концепта .
О. А. Дмитриева расширяет и уточняет схему концептуального анализа лингвокультурных типажей В. И. Карасика, предлагая следующий алгоритм моделирования лингвокультурного типажа:
1. составление социокультурной справки (описание исторического, культурного, социального и психологического аспектов существования лингвокультурного типажа в коллективном языковом сознании этноса или социума);
2. анализ перцептивно-образных представлений о лингвокультурном типаже (описание зафиксированных в языке внешнего облика, одежды, возраста, гендерной принадлежности, речевых особенностей, социального статуса, места жительства, сферы деятельности, досуга, семейного положения, окружения, поведения, речевой специфики исследуемой типизируемой личности);
3. описание понятийной стороны лингвокультурного типажа как концепта типизируемой личности (анализ словарных дефиниций, энциклопедических толкований, этимологии, ассоциаций, сочетаемости лексем, репрезентирующих данный концепт);
4. оценка лингвокультурного типажа в настоящем и современниками типажа, а также самоидентификации лингвокультурного типажа [10]